# Leon Bridges
Todd Michael "Leon" Bridges (Fort Worth, 13 de julho de 1989) é um cantor, compositor de soul, blues, jazz e  produtor musical norte-americano.

## Discografia
- Coming Home (2015)
- Good Thing (2018)

## Videografia
- "Coming Home" (2015)
- "Better Man" (2015)
- "Smooth Sailin'" (2015)
- "River'" (2015)
- "Bad Bad News" (2018)
- "Beyond" (2018)